# Carine Roitfeld
Pour les articles homonymes, voir Roitfeld.
Carine Roitfeld, née à Paris le 19 septembre 1954, est une journaliste, styliste, et mannequin française. Elle débute comme mannequin puis rapidement comme journaliste, ainsi que styliste pour le magazine Elle. Sa rencontre avec le styliste Tom Ford lui ouvre les portes des marques Gucci et Yves Saint Laurent. À partir de 2001, Carine Roitfeld est la rédactrice en chef de Vogue Paris, l'édition française du puissant magazine américain Vogue, pendant une dizaine d'années ; elle est alors une personnalité influente du domaine de la mode. En septembre 2012, Carine Roitfeld lance son propre magazine, le CR Fashion Book, lancement qui donnera lieu à la réalisation d'un documentaire intitulé Mademoiselle C.. Le mois suivant, elle est nommée au poste de « Global Fashion Director » pour la trentaine d'éditions du magazine Harper's Bazaar. En mai 2019, elle lance sa propre collection de parfum appelée « 7 lovers ».

## Biographie

### Famille et enfance
Carine Roitfeld naît à Paris le 19 septembre 1954. Son père, Jacques Roitfeld (1889-1999) est un producteur de cinéma, français d'origine russe. Né en Russie, il travaille d'abord à Berlin, avant de s'installer à Paris où il rencontre la mère de Carine, Nicole dite « Nicola ». Carine décrit sa mère comme une « Parisienne très classique » et son père comme son « idole » et dit à son propos : « Il était très chic, adorait sortir, jamais à la maison ».
Elle décrit son enfance, passée dans le 16e arrondissement parisien, comme « très bourgeoise […] très, très confortable ».

### Carrière

#### Mannequin, muse et styliste
À dix-huit ans, après quelques mois d'études de russe, Carine Roitfeld devient mannequin, après avoir été repérée dans une rue de Paris par un assistant-photographe britannique. Elle pose pour quelques magazines, à l'instar du magazine de mode britannique pour adolescentes Look Now. Elle devient écrivaine, journaliste, puis styliste pour l'édition française du magazine Elle aux côtés de Catherine Rousso.
En 1986, alors qu'elle est styliste indépendante, sa fille, Julia, est photographiée pour le Vogue Enfant italien par le photographe Mario Testino. Carine Roitfeld et ce dernier commencent peu après à travailler en équipe, faisant des publicités ou des séances photos pour les Vogue américain et français. Elle commence également à travailler comme consultante pour Tom Ford mais devient aussi sa muse pendant dix ans, de Gucci à Yves Saint Laurent, inaugurant l'ère du « porno chic ».

#### Rédactrice en chef
En 2001, les éditions Condé Nast l'approchent par l'intermédiaire de Jonathan Newhouse et lui proposent d'être rédactrice en chef du Vogue français. Elle remplace ainsi Joan Juliet Buck (en), en poste depuis 1994. Le milieu de la mode prend néanmoins cette nouvelle avec circonspection : en effet, ses antécédents « porno chic » ou « style érotique-chic » et sa réputation scandaleuse la précèdent. Néanmoins, elle parvient à allier cet aspect de sa personnalité à son professionnalisme et ainsi à faire augmenter très sensiblement les chiffres du magazine. Elle contribue à l'image des marques Gucci, Missoni, Versace, Yves Saint Laurent ou Calvin Klein et gagne la considération du milieu de la mode tout en revendiquant un style légèrement décalé. Elle proscrit les photographies mettant en scène des cigarettes ou celles de filles anorexiques et réalise des séances avec des filles très rondes.
En avril 2006, des rumeurs prétendent qu'elle aurait été contactée par Hearst Corporation pour être rédactrice en chef du Harper's Bazaar, poste alors occupé par Glenda Bailey. En 2008, elle fait partie du Time 100, le classement des cent personnalités les plus influentes de la planète selon le Time. Le magazine Vanity Fair (magazine du groupe Condé Nast) la classe dans le Top-10 des femmes les mieux habillées du monde.
Le 17 décembre 2010, après dix ans de collaboration, un communiqué sur le site officiel de Vogue France informe que Carine Roitfeld cessera d'assurer ses fonctions fin janvier 2011. Peu d'informations circulant, il est dit simplement que la rédactrice aurait souhaité quitter le magazine pour se consacrer à des « projets plus personnels ». Cette décision pourrait avoir été prise à la suite d'un conflit important l'opposant au groupe LVMH ; Condé Nast ne voulant pas contrarier son annonceur le plus important, lequel aurait menacé de rompre ses contrats publicitaires avec le magazine.
Une autre hypothèse est que Carine Roitfeld aurait prêté dans le cadre d'une mission de conseil une pré-collection Balenciaga à Max Mara, qui aurait puisé de l'inspiration sans scrupules, entraînant son exclusion des front rows Balenciaga. En outre, lors de l'ANDAM 2010, en tant que présidente du jury, elle aurait favorisé la victoire du styliste turc Hakaan Yildirim, en raison du lien avec le directeur artistique de la griffe, Mert Alas, un photographe apprécié de Vogue Paris.
En mars 2010, la maison Balenciaga avait déjà créé un scandale en refusant l'accès de son défilé à Carine Roitfeld et ses collaborateurs de Vogue. Mais le passé du porno chic pèse et Condé Nast souhaite changer la ligne éditoriale du Vogue français. Emmanuelle Alt, qui occupait le poste de rédactrice en chef mode du magazine depuis dix ans, lui succède le 1er février 2011.

#### AprèsVogue Paris
À la suite de son départ de Vogue, Carine Roitfeld participe à divers projets : un livre autobiographique (Irreverent), un magazine de mode bi-annuel, publié à New York en anglais et intitulé CR Fashion Book (« CR » pour les initiales), avec une première parution en septembre 2012,, une publicité en tant que styliste pour Miss Dior, une collection capsule de produits de maquillage avec l'entreprise M·A·C, estampillée CR, ainsi que la préparation d'une exposition et d'un livre en deux tomes sur la petite veste noire avec Karl Lagerfeld.
En octobre 2012, Carine Roitfeld prend le poste de « directrice de la mode » (« global fashion director ») pour l'ensemble des éditions du magazine Harper's Bazaar,.
En octobre 2015, elle signe une collection pour la marque japonaise de prêt-à-porter Uniqlo, collection « taillée pour les working girls qui aiment se sentir séduisantes en toutes circonstances, même au bureau ». Elle prolonge le contrat avec la marque en 2016. Elle avait auparavant créé une gamme complète de maquillage pour MAC.
En 2019, elle reçoit le prix « Founder's Award » du Conseil des créateurs de mode américains (Council of Fashion Designers of America ou CFDA). Elle lance la même année sa propre marque de parfums avec 7 lovers[pas clair], et en 2022 un parfum à son nom.

## Vie privée
Carine Roitfeld a deux enfants, Julia Restoin Roitfeld, née en 1980, et Vladimir Restoin Roitfeld, né en 1982, avec son compagnon Christian Restoin, créateur de la ligne de chemises Equipment,. En 2013, Carine Roitfield et sa fille Julia apparaissent ensemble dans une campagne de publicité pour la marque Givenchy.

## Décoration
- Chevalière de l'ordre des Arts et des Lettres[3].